# یواس‌اس سیلیون (اس‌اس-۱۹۵)
یواس‌اس سیلیون (اس‌اس-۱۹۵) (به انگلیسی: USS Sealion (SS-195)) یک زیردریایی بود که طول آن ۳۱۰ فوت ۶ اینچ (۹۴٫۶۴ متر) بود. این زیردریایی در سال ۱۹۳۹ ساخته شد.